# خوان مانويل غارسيا
خوان مانويل غارسيا (14 نوفمبر 1992 بتانديل في الأرجنتين - ) (بالإسبانية: Juan Manuel García)‏ هو لاعب كرة قدم أرجنتيني في مركز الهجوم. لعب مع بانفيلد وClub Atlético Brown ‏ وسان مارتين دي سان خوان.

## وصلات خارجية
- خوان مانويل غارسيا على موقع قاعدة بيانات كرة القدم.إي يو (الإنجليزية)
- خوان مانويل غارسيا على موقع Soccerway.com (الإنجليزية)